# TIG Classic 1999
TIG Classic 1999 — жіночий тенісний турнір, що проходив на відкритих кортах з твердим покриттям у Сан-Дієго (США). Належав до турнірів 2-ї категорії в рамках Туру WTA 1999. Відбувся в двадцять перше і тривав з 2 до 8 серпня 1999 року. Друга сіяна Мартіна Хінгіс здобула титул в одиночному розряді й отримала 80 тис. доларів США. Це був останній турнір, у якому взяла участь Штеффі Граф перед тим, як оголосила про завершення кар'єри.

## Учасниці

### Сіяні учасниці
| Країна    | Гравчиня              | Рейтинг | Сіяна |
| --------- | --------------------- | ------- | ----- |
| США       | Ліндсі Девенпорт      | 1       | 1     |
| Швейцарія | Мартіна Хінгіс        | 2       | 2     |
| Німеччина | Штеффі Граф           | 3       | 3     |
| США       | Вінус Вільямс         | 4       | 4     |
| Франція   | Марі П'єрс            | 6       | 5     |
| Іспанія   | Аранча Санчес Вікаріо | 8       | 6     |
| ПАР       | Аманда Кетцер         | 9       | 7     |
| Франція   | Наталі Тозья          | 10      | 8     |

### Інші учасниці
Нижче подано учасниць, що отримали вайлд-кард на вихід в основну сітку:
- Ліза Реймонд
- Жюлі Алар-Декюжі

Нижче наведено учасниць, що отримали вайлдкард на участь в основній сітці в парному розряді:
- Іва Майолі /  Домінік Ван Рост

Нижче наведено учасниць, що пробились в основну сітку через стадію кваліфікації в одиночному розряді:
- Фабіола Сулуага
- Морін Дрейк
- Мейлен Ту
- Анке Губер

Нижче наведено учасниць, що пробились в основну сітку через стадію кваліфікації в парному розряді:
- Джанет Лі /  Ванесса Вебб

## Фінальна частина

### Одиночний розряд
Мартіна Хінгіс —  Вінус Вільямс 6–4, 6–0
- Для Хінгіс це був 5-й титул в одиночному розряді за сезон і 24-й — за кар'єру.

### Парний розряд
Ліндсі Девенпорт /  Коріна Мораріу —  Серена Вільямс /  Вінус Вільямс 6–4, 6–1